# Mangbetu

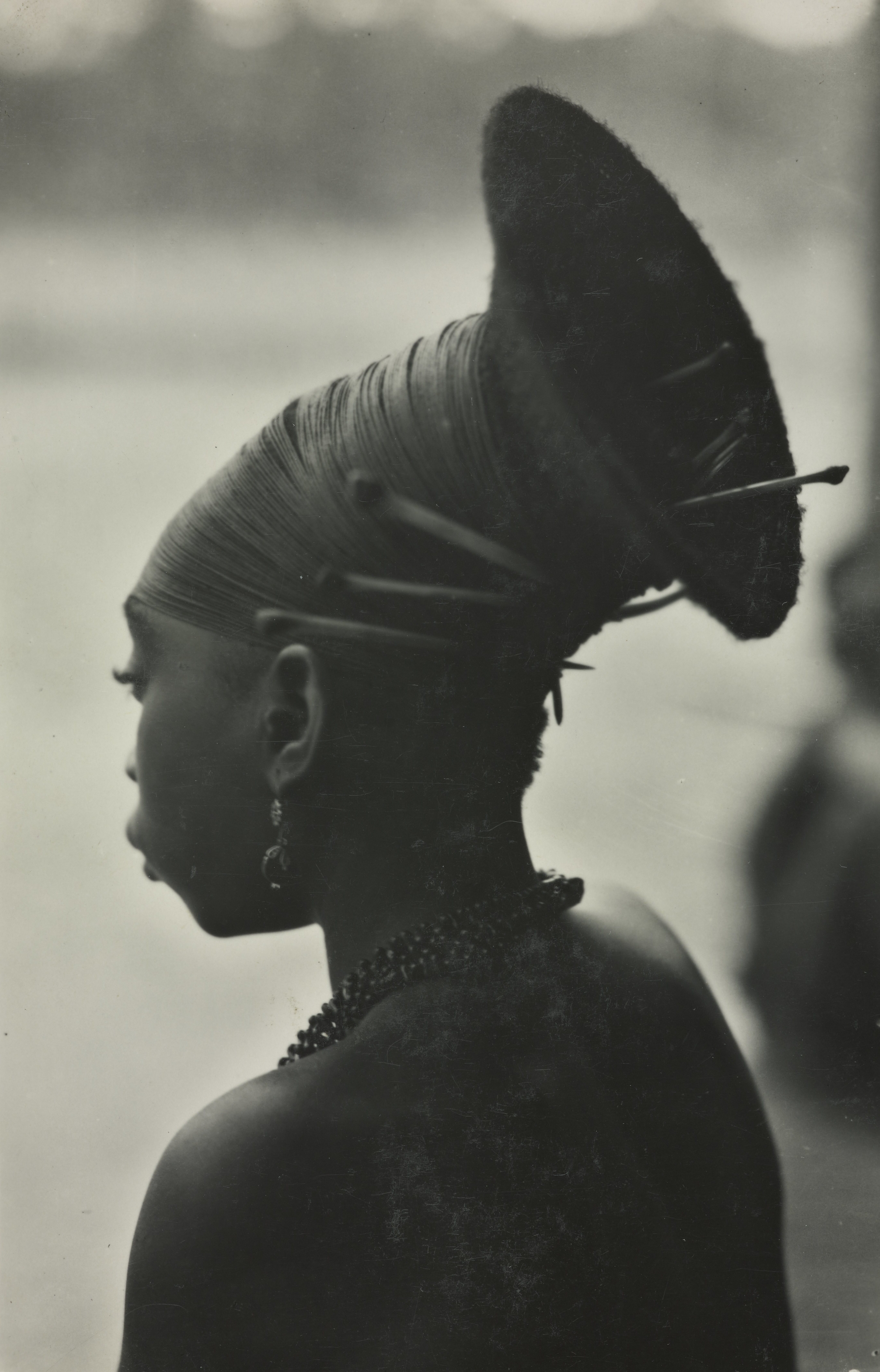
Kobieta Mangbetu, autor fotografii Kazimierz Zagórski, 1928–1938

Mangbetu, Moru-Mangbetu – grupa plemion czarnoskórych zamieszkujących obszar środkowej Afryki, głównie w Prowincji Wschodniej Demokratycznej Republiki Konga, a także przygraniczne tereny północno-wschodniego Zairu, Ugandy i Sudanu Południowego.
Liczebność Mangbetu szacowana jest na ok. 1,1 do 2,4 mln. Główne zajęcia to rolnictwo i łowiectwo, słyną z kowalstwa, garncarstwa, rzeźbiarstwa. Posługują się językiem mangbetu, należącym do grupy środkowosudańskiej w ramach rodziny języków nilo-saharyjskich.